# Locais de competição dos Jogos Pan-Americanos de 2007
Os Jogos Pan-americanos de 2007 foram disputados em dezesseis locais de competição na cidade do Rio de Janeiro. As instalações estiveram divididas em quatro zonas:

## Zona Barra

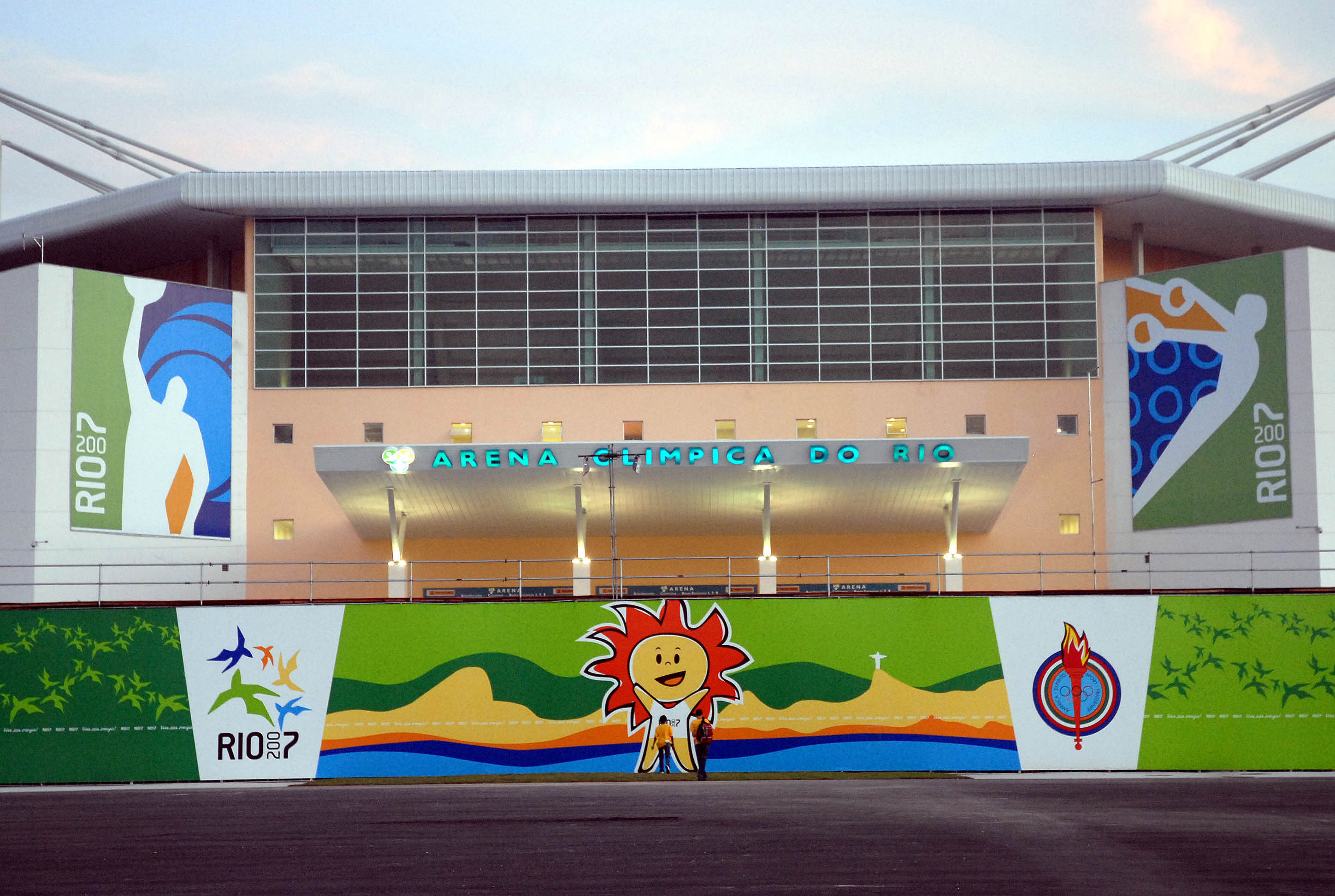
Arena Olímpica, localizada no Complexo Esportivo Cidade dos Esportes.

- Complexo Esportivo Cidade dos Esportes: basquete, ginástica artística, natação, saltos ornamentais, nado sincronizado, ciclismo de pista e patinação de velocidade
- Complexo Esportivo Riocentro: boxe, levantamento de peso, esgrima, ginástica rítmica, trampolim acrobático, futsal, handebol, judô, lutas, taekwondo, badminton e tênis de mesa
- Complexo Esportivo Cidade do Rock: beisebol e softbol
- Marapendi Country Club: tênis
- Morro do Outeiro: ciclismo mountain bike e BMX
- Centro de Boliche Barra: boliche
- Centro de Futebol Zico: futebol

## Zona Deodoro

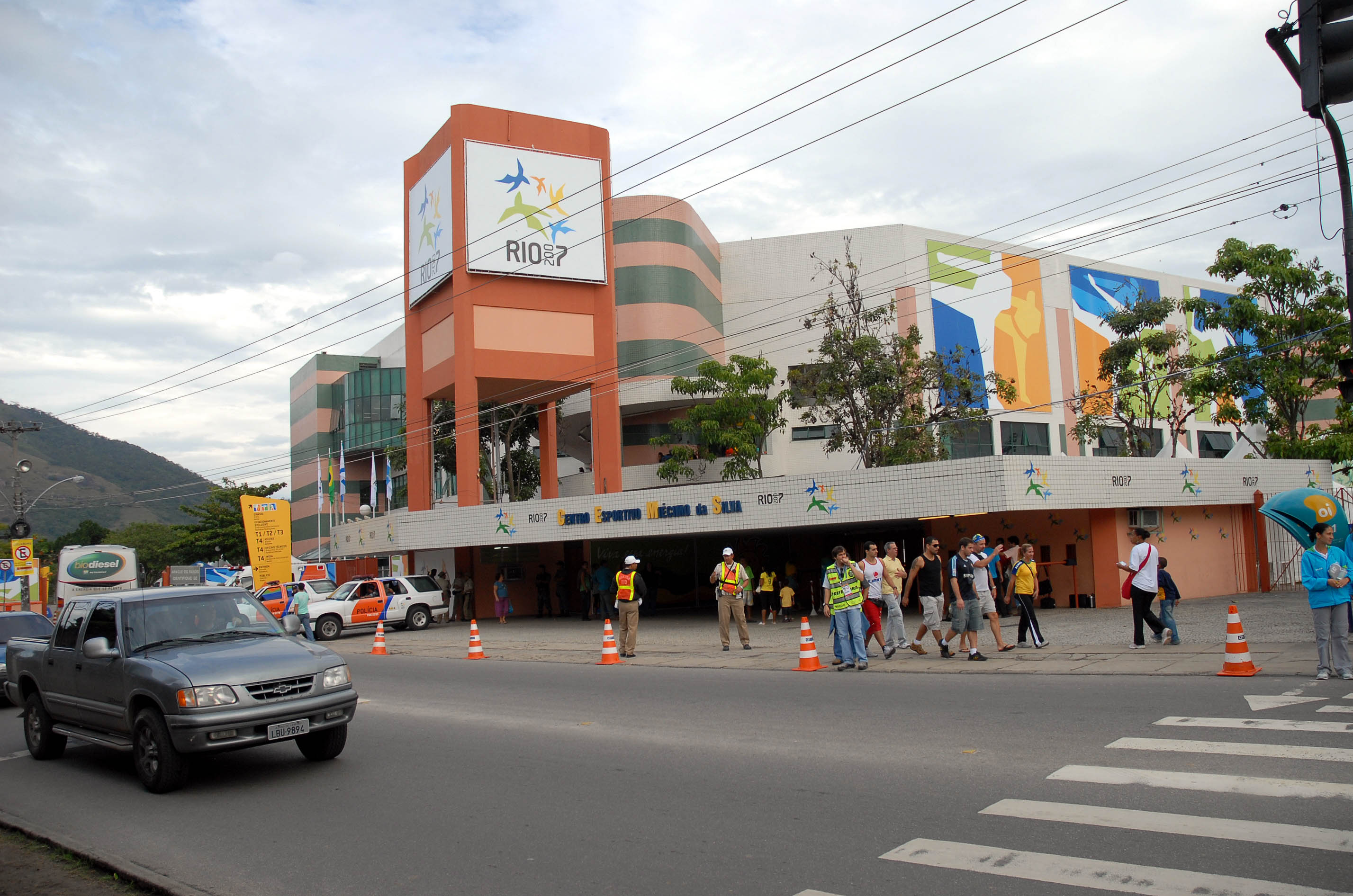
Complexo Esportivo Miécimo da Silva.

- Complexo Esportivo Deodoro: hipismo, hóquei sobre grama, pentatlo moderno, tiro com arco e tiro esportivo
- Complexo Esportivo Miécimo da Silva: caratê, patinação artística, squash e futebol

## Zona Maracanã
- Complexo Esportivo do Maracanã: cerimônias de abertura e encerramento, futebol, voleibol e polo aquático
- Estádio Olímpico João Havelange: atletismo e futebol

## Zona Pão de Açúcar
- Marina da Glória: vela

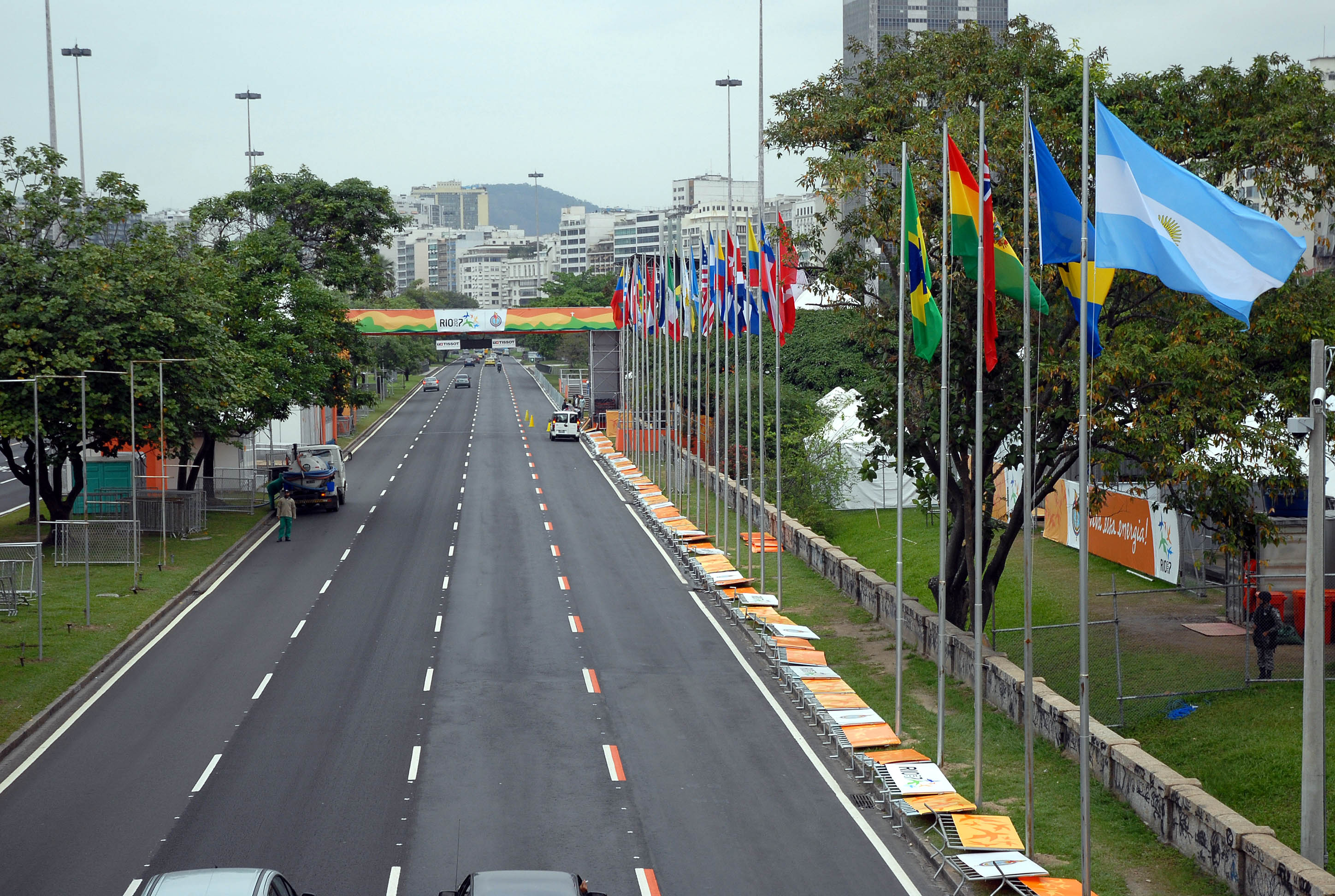
Parque do Flamengo preparado para provas de rua do ciclismo e do atletismo.

- Parque do Flamengo: ciclismo de estrada e atletismo (maratona e marcha atlética)
- Praia de Copacabana: vôlei de praia, maratona aquática e triatlo
- Estádio de Remo da Lagoa: canoagem e remo
- Clube dos Caiçaras: esqui aquático